# Луций Мецилий (трибун 470 пр.н.е.)
Луций Мецилий (Lucius Maecilius) е политик на Римската република през 5 век пр.н.е.
Произлиза от фамилията Мецилии.
През 470 пр.н.е. той е народен трибун по времето на втория консулат на Луций Валерий Поцит и колегата му Тиберий Емилий Мамерк и по времето на процеса на Апий Клавдий Крас.